# Pałuszyce
Pałuszyce – wieś w Polsce położona w województwie małopolskim, w powiecie tarnowskim, w gminie Wietrzychowice.
W latach 1975–1998 miejscowość administracyjnie należała do województwa tarnowskiego.